# Ud-af-kroppen-oplevelse
I en ud-af-kroppen-oplevelse (hyppigt forkortet OBE fra engelsk Out-of-Body Experience), vil en vågen person opleve at hun/han svæver ud af sin krop, ofte for at hænge over den, og se ned på den.
Videnskaben beskriver den som en illusion, der måske opstår i forbindelse med en den overordnede sammenkobling af indtryk fra synssansen, følesansen og stillingssansen. Fænomenet er set i forbindelse med visse abnorme hjernetilstande såsom epilepsi, slagtilfælde og stofmisbrug, men siges ellers at være ganske sjælden. Sådanne patienter kan have manglende funktion i området omkring overgangen mellem tindinge- og isselapperne. Også ved (kunstig) elektrisk stimulering af hjerneområdet kan ud-af-kroppen oplevelser forekomme. 
I 2007 rapporterede forskere at de kunne skabe ud-af-kroppen oplevelser "kunstigt" ved at filme en (normal) person bagfra med to videokameraer og vise billederne med en hovedbåren skærm.
Indenfor visse "alternative" områder har det besynderlige fænomen haft en vis genklang, jf. såkaldte "sjælerejser".

## Henvisning

### Eksterne
- Anders Gade, Hjerneuge 2006: Hjernen vil bedrages, http://www.psy.ku.dk/gade/2006Hjerneuge/2006Hjernenvilbedrages1.htm Arkiveret 10. juni 2007 hos  Wayback Machine